# لحلاح أصفر
السورنجان الأصفر أو اللحلاح الأصفر ، هو نوع من النباتات المزهرة في الفصيلة اللحلاحية موطنه آسية الوسطى وأفغانستان وباكستان وجبال الهملايا الغربية والتبت. العضو الوحيد ذو الأزهار الصفراء من جنسه.